# Carl Schneider Erben
Carl Schneider Erben, auch: Carl Schneider's Erben, war eine im 18. Jahrhundert in Thüringen gegründete Porzellan- und Puppen-Manufaktur mit Sitz in Gräfenthal.

## Geschichte
Bereits im Jahr 1748 verwendete die Porzellanfabrik Unger, Schneider & Cie. als Porzellanmarke den Großbuchstaben G mit einem nach oben gerichteten Pfeil.
1861 wurde das Unternehmen umfirmiert als Unger, Schneider & Hutschenreuther.
1886 wurde die Firma abermals umbenannt in Carl Schneider Erben. Wenige Jahre später ließ das Unternehmen für eine Badepuppe eine Schutzmarke eintragen mit dem großen Buchstaben G über zwei Pfeilen.
1951 wurde das Unternehmen verstaatlicht und wurde gemeinsam mit der Carl Scheidig KG Teil des V.E.B. Porzellanfiguren Gräfenthal.
Bis um 1972 ist als Porzellanmarke des Unternehmens auch eine Krone über dem Buchstaben G und den beiden Pfeilen bekannt.